# John Scarne
John Scarne (* 4. März 1903 in Steubenville, Ohio als Orlando Carmelo Scarnecchia; † 7. Juli 1985 in North Bergen, New Jersey) war ein US-amerikanischer Experte für Glücksspiele und Falschspiel und ein bekannter Kartenkünstler.

## Leben
Bereits in frühester Jugend begeisterte sich John Scarne für Kartentricks. Durch unermüdliches Üben erwarb er sich eine Geschicklichkeit, die Aufsehen erregte. Er trat als Zauberkünstler auf, betrieb kurz einen Nachtclub, versuchte sich mit einer Spielefirma und veröffentlichte Bücher über Glücksspiel, Zaubertricks und die US-amerikanische Mafia. Seinen Namen machte er sich vor allem damit, Falschspielern öffentlich das Handwerk zu legen. Während des Zweiten Weltkriegs bereiste er intensiv Stützpunkte der Armee, wo das Falschspiel damals verbreitet war und gab entsprechende Demonstrationen. Fachleute halten das von Scarne behauptete Ausmaß des Spielbetrugs in der Armee jedoch für stark übertrieben. Später arbeitete Scarne als gefragtester Sicherheits-Experte für die Spielcasino-Industrie.

## Fachautor für Glücksspiel
In den 1940ern erschienen Zeitschriftenartikel über ihn und seinen Kampf gegen Manipulationen beim Glücksspiel, u. a. in Life. 1945 veröffentlichte er sein erstes Buch, Scarne on Cards. Das Buch enthielt auch ein Kapitel über Falschspiel und wurde in Ian Flemings James-Bond-Roman Moonraker (1955) zitiert. Zudem beschreibt er darin eine sichere Methode zum Abheben, den Scarne cut. John Scarne stieg bald zum Berater von Kasinos und Regierungsbehörden auf. Über Jahrzehnte galt er als höchste Autorität in Fragen des Glücksspiels. Sein erstmals 1961 erschienenes, fast 1000 Seiten starkes Buch, Scarne’s Complete Guide To Gambling galt lange Jahre als Standardwerk.
Scarne setzte sich nicht nur mit den Regeln, sondern vor allem mit den mathematischen Grundlagen der Glücksspiele auseinander. Seine Bücher enthalten umfangreiche Tabellen mit Gewinn- und Verlustwahrscheinlichkeiten. Der Leser kann damit beispielsweise die Qualität einer Pokerhand bestimmen. Fehler in Scarnes Wahrscheinlichkeitsrechnungen konnten erst Wissenschaftler mit Computern nachweisen, die der zu Impertinenz neigende Scarne daraufhin ihrerseits des Irrtums beschuldigte. In seinen Autobiographien beschrieb Scarne in den 1960ern anekdotenreich die Welt des amerikanischen Glücksspiels und sein (oft wohl fiktives) Zusammentreffen mit berühmt-berüchtigten Falschspielern und Unterweltgrößen. Scarne war der meistgelesene Glücksspielautor seiner Zeit, seine Bücher werden noch heute verlegt.

## Fachautor für Zauberkunst
Scarnes erste Zaubertrick-Veröffentlichung war ein für Zaubererkreise gedachtes Manuskript über das „Three Card Monte“ („Kümmelblättchen“), jenes Glücksspiel-Betrugskunststück, bei dem der Mitspieler eine von drei schnell vertauschten Karten verfolgen muss. Auf Scarne soll der Kniff zurückgehen, an der Gewinnerkarte scheinbar versehentlich ein verräterisches Eselsohr zu belassen, die sich jedoch am Schluss in die Verliererkarte „verwandelt“. Nachdem Scarne durch seine Fachbücher zum Glücksspiel einen eingeführten Namen hatte, nutzte er diesen auch für Bücher über Zaubertricks für die breite Masse, die ebenso wie seine Glücksspielbücher in den USA, Großbritannien und Indien verlegt wurden. Die Tricks richteten sich an Anfänger und hatten einen geringen Schwierigkeitsgrad. Scarnes Buch speziell über Kartentricks wurde zum Klassiker. Wie auch bei seinen anderen Büchern griff Scarne auf Ghostwriter zurück und veröffentlichte überwiegend fremdes Material.

## Spielerfinder
Scarne entwickelte außerdem Brett- und Kartenspiele, die er mit eigener Firma vertrieb. Am bekanntesten wurde das auf Tic-Tac-Toe beruhende Spiel „Teeko“, das Scarne wegen der Vielzahl mathematischer Fallgestaltungen für anspruchsvoller als Schach hielt. Voller Stolz nannte er seinen 1955 geborenen Sohn John Teeko. Die meisten der von ihm erfundenen Spiele haben das Kunstwort Scarney als Bestandteil des Namens („Scarney“ ist die englische Aussprache von „Scarne“). Scarnes Spiele vermochten sich jedoch nicht durchzusetzen. Seine mit dem Geld des Boxers Jim Braddock finanzierte Spielefirma ging pleite.

## La Cosa Nostra
Scarne unterhielt gute Beziehungen zu Größen der Unterwelt, die er unverblümt zur Schau stellte und in seinen insgesamt drei Autobiographien rühmte. Nachdem die Prohibition in den Vereinigten Staaten aufgehoben worden war, waren die entsprechenden Banden neben Drogenhandel vor allem auf das Glücksspielgeschäft ausgewichen. Als in den USA nach dem Apalachin-Meeting die Existenz Organisierter Kriminalität öffentlich bewusst wurde, fungierte Scarne als Sachverständiger vor einem von Robert F. Kennedy mitgeleiteten Untersuchungsausschuss des Kongresses, was ihm zusätzliche Popularität einbrachte. Für Frank Costello arbeitete Scarne als Sicherheitsberater in dessen Spielcasino Habana Hilton auf Kuba und erlebte dort die Kubanische Revolution. In seinem Hotel stieg auch Fidel Castro ab, der die Glücksspielmafia schließlich verbot. Sein Polizeichef verdächtigte Trickexperte Scarne des Schmuggelns von Mafiageldern in einem präparierten Fernseher.
Als Italo-Amerikaner verurteilte Scarne ebenso laut wie Frank Sinatra die Gleichsetzung organisierter Kriminalität mit Italienern in der US-Öffentlichkeit. Scarne lehnte insbesondere die Verwendung der Begriffe Mafia und La Cosa Nostra ab, die er als Propaganda-Wortschöpfung Robert Kennedys bezeichnete, da diese von den „Mafiosi“ selbst nicht benutzt wurden. Scarne wies darauf hin, dass die italo-amerikanischen Gangster nur einen Teil der organisierten Kriminalität in den USA ausmachten. Für sein Enthüllungsbuch The Mafia Conspiracy, in dem er die Existenz eines landesweiten Gangstersyndikats (National Crime Syndicate) bestritt, fand Scarne keinen Verleger, weshalb er Verschwörung witterte und das Buch im Eigenverlag herausbrachte. Er verwandte sich auch für den Gewerkschaftsführer Jimmy Hoffa und wetterte gegen die US-Regierung, die sich zu Lasten der Italo-Amerikaner profiliere und die er als die eigentlichen Falschspieler ansah.

## Filme und Fernsehen
Scarne wirkte als Falschspiel-Experte in mehreren Armeedokumentationen mit und spielte in dem Spielfilm Dark Magic einen Zauberladenbesitzer. Nachhaltig bekannt wurde Scarne durch Werbespots für eine Bierbrauerei, in denen er Ziergriffe mit Karten zeigte. Scarne trat oft im Fernsehen als Glücksspielexperte auf und doubelte in dem Kinofilm Der Clou die Hände von Paul Newman, der einen Falschspieler spielte. Die dargestellten Griffe entsprechen authentischen Falschspielertricks.

## Scarne’s Aces
Scarne bleibt der Gemeinde der amerikanischen Zauberkünstler als bemerkenswert prahlerischer Zeitgenosse in Erinnerung, der sich stets für den Größten in Sachen Zauberkunst, Glücksspiel und Spielertricks hielt, insbesondere in seinen Autobiographien reichlich dick auftrug und sich angeblicher Privatauftritte vor Mobstern wie Arnold Rothstein, Al Capone und Bugsy Siegel rühmte. Zum Mythos wurde Scarnes Kunststück, aus einem geliehenen und gemischten Kartenspiel stets zu den Assen abheben zu können. Scarne’s Aces führte der Kartenexperte noch 1981 in einer TV Show mit dem jungen David Copperfield vor.

## Werke
- Scarne’s Three Card Monte Book
- Scarne On Cards
- Scarne On Dice
- Scarne On Card Tricks
- Scarney – 25 New Games Of Scill
- Scarne On Magic Tricks
- Scarne On Teeko
- Scarney – 30 New Card Games
- The Amazing World Of John Scarne
- Scarne’s Modern Poker
- Scarne’s Complete Guide To Gambling
- The Odds Against Me
- The Woman’s Guide To Gambling
- Scarne’s Encyclopedia Of Games
- Scarne’s New Complete Guide To Gambling
- The Mafia Conspiracy